# 九四式三号丁無線機
九四式三号丁無線機（きゅうよんしきさんごうていむせんき）は、大日本帝国陸軍が開発した、対空監視時の連絡用無線機である。通信距離は約50km以内、中距離通信が可能とされた。機能は電信通信のみである。移動に際しては駄馬1頭に搭載、または無線機2機を三九式輜重車丙1輛に搭載して運搬した。無線通信に直接必要な器材は兵員6名で分担して運搬できた。全備重量は約90kgである。
本無線機は、昭和9年から野戦対空監視用として研究が開始された。仕様は兵員6名で分担運搬できること、在来機種を改修して製造すること、電信専用とすること、標準的な通信距離は空二号機および三号丙機と対向して距離50kmであることだった。この方針に基づいたうえ、関係各部門から意見を求めて審査要領を決定した。内容は、野戦対空監視の際の地上連絡用であること、九四式対空二号無線機または九四式三号丙無線機と対向するときには電信通信距離50kmを達成すること、無線機1機を駄馬1頭で、無線機2機を三九式輜重車丙1輛で運搬できること、通信に必須の器材は兵員5名から6名で運べること、在来機の改修で開発を行うこと、だった。また全備重量は94kg以内、駄載箱2個に収容できるようにすること、分担携行するならば5個から6個の荷物に分割できること、その際1名の負担する重量は10kg程度であることが決められた。試作にあたり選ばれたのは三号丙無線機で、10月にはこれを一部改修し、試作に着手した。
昭和10年3月、試作機を試験。おおむね所定の性能を発揮した。さらに取扱いの容易さと機能向上を図って改修が加えられた。4月から7月、陸軍航空本部に試験を依託し、おおむね実用に適するが、用法上の見地から若干改良が必要と判定された。11月から12月、改修された無線機が陸軍歩兵学校で試験され、一部改修を加えれば実用可能と判定された。
昭和11年3月、兵器採用検査の実績から判断して短期に製造可能と認められた。11月、陸軍技術本部に本無線機の意見を求めたが異論はなく、仮制式制定上申が認められた。審査終了により12月、上申。

## 構成
通信機、発電装置、空中線材料、属品と材料で構成される。通信機は送信・受信装置から成っていた。
送信装置内容
- 送信機・水晶制御または主発振によって電信送信を行う。周波数は400から5,700キロサイクル毎秒。
- 付属品・携帯電圧計など。
- 予備品・交換用部品。
- 他材料

受信装置内容
- 受信機・拡大と検波機能を持つ。周波数範囲は140から15,000キロサイクル毎秒。
- 付属品・受話器など
- 予備品・交換用部品。

発電装置内容は九四式三号乙無線機と同型
- 手廻発電機・二人手廻式全閉型直流発電機で定格出力は40.5ワット、定格電圧は高圧500ボルト、低圧7ボルト、定格電流は高圧60ミリアンペア、低圧1.5アンペア、回転数はハンドル側が70回転毎分、電機子側が5,000回転毎分
- 直流発電機・定格出力は高圧390ワット、低圧78ワット、定格電圧は高圧1,300ボルト、低圧12ボルト、定格電流は高圧300ミリアンペア、低圧6.5アンペア
- 付属品・接続紐など。
- 予備品・交換用部品。

空中線内容は九四式三号乙無線機の送信用空中線と同型
- 送信用空中線・20mのワイヤーを高さ7mの電柱2本に張る。地線として同じ長さのワイヤーを地上に敷く。
- 付属品・携帯式の小型電灯、手入れ用具。そのほか箱2個に全器具を収納し、輜重用十五年式駄馬具で運搬した。
- 材料・補修用品。